# Béisbol de Panamá

## Origen
El béisbol en Panamá fue introducido a fines del siglo XIX, allá por el año de 1865 o 1870, por militares y civiles de los Estados Unidos que laboraban en el Ferrocarril Transístmico o que permanecían durante largo tiempo en Panamá, así como también por jóvenes panameños que estudiaban en las universidades de ese país y al regresar continuaban practicando el deporte, sobre esto existen crónicas que hablan de partidos en campos abiertos de la Ciudad de Panamá, tan lejos en el tiempo como 1880 y 1885, lo que es una muestra más de su poderosa influencia en la sociedad panameña, consolidándose como un deporte con gran arraigo popular, primero en las ciudades terminales del Ferrocarril Transístmico de Panamá y Colón, así como en las zonas bananeras de Bocas del Toro, posteriormente con el paso de los años se fue extendiendo al resto de la República de Panamá.
El proceso de la construcción del Canal de Panamá, por parte de los Estados Unidos, que empieza a tomar lugar en el año 1904, profundiza más la afición y práctica del deporte; eran frecuentes los partidos entre clubes estadounidenses organizados por trabajadores del Canal y personal militar, así como también tomaban parte equipos conformados exclusivamente por panameños.
En muchas ocasiones las rivalidades eran muy fuertes entre los equipos panameños

## Primeras Ligas y Primeros Equipos
Entre 1902 y 1903, aunque no existieron ligas organizadas, destacan las fuentes que el primer equipo oficial recibió el nombre de Panama Athletic Club. Años más tarde surgieron otros clubes como Swift Sure, Estrellas del Pacífico, El Cólera, La Esmeralda del Istmo y siglo XX, los que también contribuyeron al desarrollo beisbolero en el país. Al no existir campeonatos o torneos específicos, los juegos eran efectuados contra las tripulaciones de barcos de la Flota del Pacífico que pasaban por Panamá. Esos encuentros se realizaban en terrenos ubicados en Cocoa Grave.
La construcción del Canal llevó aparejado el arribo de muchos ciudadanos estadounidenses, por lo que los primeros desafíos se organizaron entre equipos locales y otros de la Zona. La fiebre del béisbol recorrió el Caribe y Centroamérica y se formó una liga donde resultó campeón invicto el célebre Palais Royal, club que constituyó toda una institución dentro de Panamá y cuya tradición duró 15 años.
La fundación de la primera liga con un carácter oficial se llevó a cabo en 1912. Sus integrantes fueron los conjuntos Mateo Iturralde, Tigrillos, Rosanía, Walk Over y Palais Royal. Este campeonato lo ganó el Matyeo Iturralde. En ese mismo año llega el primer equipo profesional estadounidense de béisbol a Panamá, el New Orleans Pelicans, un equipo de la Clase “A” perteneciente a la Southern Association League. En 1915 crearon una llamada Liga Superior en los terrenos del Insthmian Park y por primera vez se compilaron las estadísticas. Las primeras evidencias de la existencia de ligas de béisbol en Panamá datan del año 1915. Estas ligas eran básicamente de comunidades zoneítas nutridas de muchos ciudadanos de color que llegaban del Caribe. Eran conocidas como “Ligas Clubhouses”, las principales estaban ubicadas en las zonas de: La Boca, Red Tank, Paraíso, Culebra, Rainbow City, Silver City, Gatún y Gamboa. Los estadounidenses que estaban en Panamá tenían su propia liga: The Isthmian League y no se permitía que panameños nativos jugaran allí.
De las ligas conformadas por panameños, la mayoría de los jugadores eran negros, y surgieron las primeras figuras históricas del béisbol en Panamá.

## Beisbolistas

### Beisbolistas activos en Grandes Ligas
| Nombre          | Equipo                 |
| --------------- | ---------------------- |
| Carlos Ruiz     | Philadelphia Phillies  |
| Rubén Tejada    | Cardenales de San Luis |
| Randall Delgado | Arizona Diamondbacks   |
| Enrique Burgos  | Arizona Diamondbacks   |
| Johan Camargo   | Atlanta Braves         |

### Beisbolistas destacados en Grandes Ligas
- Rod Carew[1]
- Carlos Lee
- Manny Acosta
- Sherman Obando
- Orlando Miller
- Juan Berenguer
- Omar Moreno
- Manny Sanguillen
- Ramiro Mendoza
- Roberto Kelly
- Mariano Rivera
- Rubén Rivera

### Beisbolistas destacados en los torneos nacionales
- Roberto Hernández, jugador santeño (fallecido)
- Manuel Rodríguez, jugador herrerano
- Virgilio Kaa, jugador chiricano
- Bienvenido Cedeño, lanzador bocatoreño
- Elpidio Pinto, lanzador santeño
- Rodolfo Aparicio, jugador chiricano
- Miguel Gómez
- Abraham Atencio, lanzador veragüense
- Rafael Medina
- Ramón Ramírez
- Rolando Pepita Herrera
- Franklin Castillo
- Francisco Martínez, lanzador veragüense
- Rodrigo Meron
- Lauren Flores
- Eric Espino, jugador santeño
- Alberto Macre
- Abrahan Mallof